# Дружківський завод металевих виробів
Дружківський завод металевих виробів — промислове підприємство в місті Дружківка Донецької області, найбільшим і єдиним в Україні спеціалізований виробник кріплення, а також залишається одним з найбільших підприємств такого профілю в країнах СНД. Завод є спеціалізованим виробником залізничного кріплення.

## Історія
Дружківський завод металевих виробів був побудований в 1930 році в ході індустріалізації СРСР.
Дружківка метизний завод заснований 1.10.1930 року, спочатку завод називався «Болтовий», з 1936 року носив ім'я «Косарєва» (Метизний (болтовий) завод Главметиза ім. Косарєва), а з 1938 року по теперішній час називається «Дружківським метизним».
Після початку Другої світової війни в зв'язку з наближенням до міста лінії фронту обладнання заводу було евакуйовано в Кузбас, будівлі та споруди постраждали в ході бойових дій і німецької окупації. Після війни відповідно до четвертим п'ятирічним планом відновлення і розвитку народного господарства СРСР завод був відновлений і знову введений в експлуатацію.
За радянських часів входив в число провідних підприємств міста і забезпечував потребу залізниць СРСР в металевих виробах на 72%. Продукція заводу поставлялася більш ніж в 30 країн світу.
З 1963 року, спільно з Гіпрометизом, завод пройшов кардинальну реконструкцію, що дозволило зайняти лідерське положення серед метизниками радянського союзу. У всіх основних виробничих цехах було встановлено додаткове сучасне високопродуктивне обладнання найвідоміших світових виробників ковальсько-пресового устаткування «National Machinery» і «Kieserling». На початку 80-х років Дружківський метизний мав річну виробничу потужність в 200 тисяч тонн за рахунок введення в експлуатацію високопродуктивних ліній і гайконарізних автоматів виробництва Західної Німеччини і Швейцарії. Була запущена ділянка гальванічного цинкування, опанована технологія фосфатування.

### Після відновлення незалежності
Після відновлення незалежності України завод став найбільшим підприємством України, яке виготовляє машинобудівний кріплення (болти, шайби, заклепки, шпильки підвищеної, нормальної і грубої точності для загального машинобудування, а також кріплення підвищеної міцності) і залізничні кріплення для верхньої будови залізничної колії. Виробничі потужності заводу забезпечували можливість виробництва понад 200 тис. тонн металовиробів на рік.
Надалі, державне підприємство було перетворене на відкрите акціонерне товариство.
У 1993 проведений комплекс заходів щодо випуску кріпильних виробів відповідно до європейського стандарту якості DIN. З цього моменту кріпильні вироби виготовлялися в діапазоні діаметра від 6 до 42 мм. Опановано виробництво високоміцних болтів діаметром від М16 до М30, для відповідальних конструкцій, в тому числі для важкого машинобудування, будівельних, мостових споруд. Налагоджено виробництво шурупа колійного за стандартами міжнародного союзу залізничників.
У травні 1995 року Кабінет міністрів України затвердив рішення про приватизацію заводу протягом 1995 року.
У серпні 1997 року завод був включений в перелік підприємств, що мають стратегічне значення для економіки і безпеки України.
У 2003 році завод виробив 29,38 тис. тонн металовиробів.
При виробництві застосовуються марки легованих і поліпшуються сталей прокату, використовується технологічний інструмент виробництва Німеччини, Чехії, Тайваню і власного виробництва. В рамках технічного переоснащення відбувається постійна модернізація парку обладнання. З 2005 року працює високопродуктивна автоматична лінія для виготовлення стрижневих виробів фірми «National Machinery» США. Лінія дозволяє виробляти високоміцний кріплення складної конфігурації.
2004 рік завод завершив з чистим прибутком 3,946 млн. гривень, 2005 рік - з чистим прибутком 3,099 млн. гривень.
Для підвищення якості спеціально для заводу і на його вимогу була спроектована автоматична лінія термообробки кріплення в захисній інертному середовищі фірми «Kohnle» Німеччина. Її продуктивність складає близько 1000 кг на годину. Введення в експлуатацію з 2007 року дозволив значно розширити номенклатуру і обсяг кріплення підвищеного і високого класу міцності відповідають вимогам стандартів ГОСТ, DIN, DIN EN, ISO.
2008 рік завод завершив з чистим прибутком 10,293 млн. гривень, 2009 рік - з чистим прибутком 20,173 млн. гривень, 2010 рік - з чистим прибутком 36,023 млн. гривень.
У 2010 році встановлено новітнє гайконарізне обладнання виробництва фірми «Streicher» Німеччина, яке виводить виробництво високоміцних гайок на новий якісний рівень. У прагненні до економічності і якості, відповідно до програми розвитку заводу, у 2012 році установкою новітнього обладнання для штампування болтів і гайок, стартувала програма технічного переоснащення заводу.
У 2012 році чисельність працівників становила 1327 осіб. 2012 рік завод завершив з чистим прибутком 16,482 млн. гривень.
У 2013 році закуплено і встановлено автомати для накатки різьби на болтах і нарізки різьблення в гайках. Були запущені лінія термообробки і лінія гальванопокриття виробів, печі відпалу металу.
До 2018 року продовжувала тривати установка нових штампувальних та різьбових автоматів, а в 2018 були запущені сучасні волочильно-калібрувальні стани.
Програма переоснащення заводу ще не закінчена, але вже на 2019 рік вона дає можливість все кріплення виробляти на новому, більш продуктивному, точному і надійному устаткуванні.
Продукція пакується в картонні і дерев'яні ящики. Залізничне кріплення в основному відвантажується в дерев'яних контейнерах. Для якісного зберігання і поліпшення логістики спроектовано і використовується нове складське приміщення зі спеціальними стелажами.

## Продукція
Завод спеціалізується виключно на виробництві метизної продукції.
Продукцію заводу купують Росія, Естонія, Швеція, Польща, Італія. За останні роки випуск кріпильних виробів приведено у відповідність з міжнародними стандартами. Опановано виробництво нових високоміцних болтів для будівельних конструкцій (в тому числі мостових), а також металевих конструкцій, застосовуваних у важкому машинобудуванні.
Тринадцять видів продукції мають сертифікат відповідності по системі сертифікації УкрСЕПРО, а також сертифікат і систему якості ISO 9001.

## Партнери
Діловими партнерами ПАТ «Дружківський метизний завод» є Росія, Естонія, Литва, Білорусь, Узбекистан, Латвія, Таджикистан, Туркменістан, Грузія, Іран, Польща, Словаччина, Болгарія, Молдова, Казахстан.